# 2014年歐洲冠軍聯賽決賽
2014年歐洲聯賽冠軍盃決賽於2014年5月24日在葡萄牙里斯本的卢斯球场舉行，以決出2013–14年歐洲聯賽冠軍盃冠軍。本屆決賽由西班牙的皇家馬德里對決同城宿敵馬德里體育會，是欧冠历史上首次由同城球队會師決賽。故此，這場「馬德里打吡」在歐冠歷史上有著重要的地位。這是歐洲聯賽冠軍盃歷史上第五次上演同市打吡（前4次非决赛），也是第五次决赛中的同国德比（前4次非同城），也是这两支球队第二次在欧冠赛场同城德比。
最終，皇家馬德里憑著加時賽的3個入球逆轉馬德里體育會4-1，贏得球隊歷史上第10個歐冠錦標，並且取得歐洲超級盃以及世界冠軍球會盃的參賽資格。另一方面，這場比賽共有3.6億人通過電視收看，達到歷史新高。皇家馬德里在落後的情況下在完場前最後一刻追平，然後逆轉，整個過程的起伏被傳媒稱為「奇蹟」。對於功虧一簣的馬德里體育會，媒體大多抱以同情和尊重。

## 比賽場地

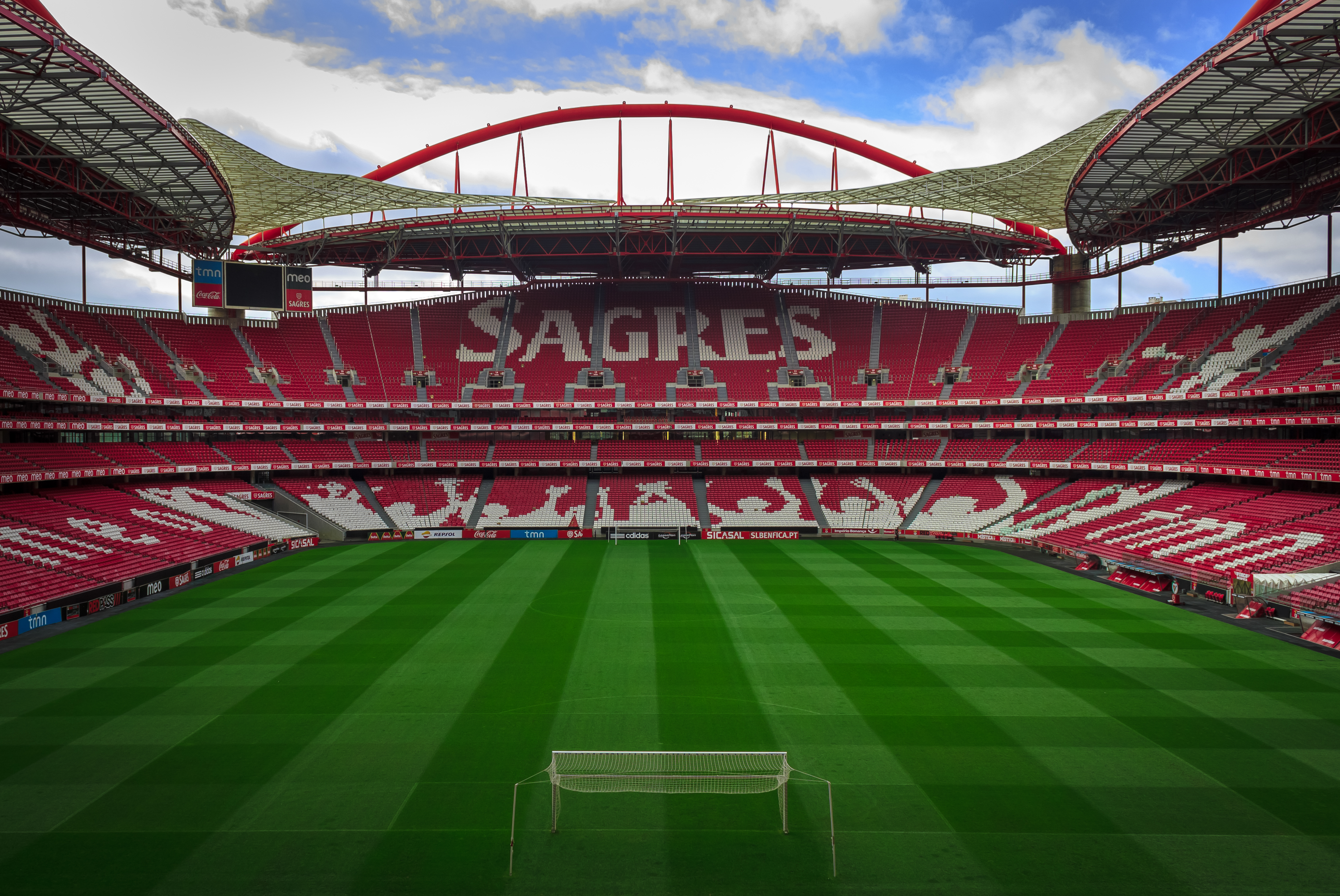
本屆的決賽由葡萄牙里斯本的盧斯球場承辦，該球場能容納65,647名觀眾。按歐洲足協足球場分類，這是五星級球場。

在2012年3月20日於土耳其伊斯坦堡的歐洲足協執委會議上，里斯本的盧斯球場被確認為2014年歐洲聯賽冠軍盃決賽的舉辦場地。自2003年起，這球場是葡超勁旅賓菲加的主場。此前，該球場已承辦2004年歐洲國家盃包括決賽在內的幾場賽事。同時，這是里斯本第三次承辦歐洲聯賽冠軍盃決賽，上兩次分別為在國家體育場上演的1967年歐洲冠軍杯決賽，以及於阿爾瓦拉德球場進行的2005年歐洲足協盃決賽。而在男子決賽進行的兩天前，盧斯球場也承辦了歐洲女子冠軍聯賽的決賽，禾夫斯堡女足以4-3險勝蒂勒瑟。
賽事共對外發售61,000張門票，其中參賽雙方每隊可獲17,000張面向各自的球迷發售。另有3000張則被售予歐洲足協自身的第三方球迷。其餘的24,000張會分配給「當地的組委會、歐洲足球協會、各國足球協會、商業合作夥伴和廣播機構」。葡萄牙球星費高被委任為賽事宣傳大使。門票價格分為4等﹕390、280、160和70歐元，首兩等的價格自2012年起持續上漲，這也引起了一些傳媒的批評聲音。雖然如此，比賽門票還是出現一票難求的情況，在比賽展開前的一週，已有報導指門票被炒至1萬美元。為滿足球迷的需要，皇家馬德里決定在決賽當晚開放主場班拿貝球場，並架設實況轉播大螢幕，以讓支持者入場看球。

## 球證

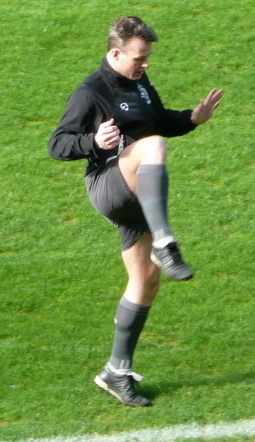
荷蘭人波恩·庫伊佩爾斯是本場決賽的球證。

2014年5月7日，歐洲足球協會委任比约恩·库伊佩尔斯為本場比賽的球證，兩位助理球證分別為桑德爾·范·羅伊科爾及辛斯特拿，三人均為荷蘭人。這是庫伊佩爾斯首次執法歐冠決賽。同時，這也是第4次由荷蘭人負責執法歐冠決賽。
庫伊佩爾斯的正職是超市共有人和髮廊老闆，他在2006年取得了為國際賽事執法的資格。同年5月11日，他執法了歐洲U-17足球錦標賽決賽。之後，他還替多場歐霸盃和荷甲賽事及68場歐冠比賽執法。此外，他還是2013年歐霸盃決賽及2013年洲際國家盃決賽的球證。
在本屆歐冠賽事中，他共執法了4場賽事，其中包括一場外圍賽、兩場分組賽和一場16強賽，共判罰16張黃牌、兩張紅牌，判定一個十二碼。

## 比賽用球
體育用品公司Adidas於2014年2月17日發佈本屆歐洲聯賽冠軍盃決賽的官方用球，並命名為「決戰里斯本」（Final Lisbon 2014）。其設計除採用歐洲聯賽冠軍盃標誌性的星形圖案外，還包括歐洲聯賽冠軍盃決賽的標識。皮球中不同色度的藍色代表著里斯本航海史上的重要性﹔橙色則是取自於這城市橙色屋頂的房子。在技術方面，Adidas使用熱粘合的科技令足球表面無縫地拼接起用，以達到每個受力點均有最佳的控制力及提高足球的性能。這是Adidas為歐洲聯賽冠軍盃設計製造的第19款官方比賽用球，它除用於5月24日舉行的歐洲聯賽冠軍盃決賽外，還會在淘汰賽階段被應用。

## 參賽球隊

### 皇家馬德里﹕力爭十冠

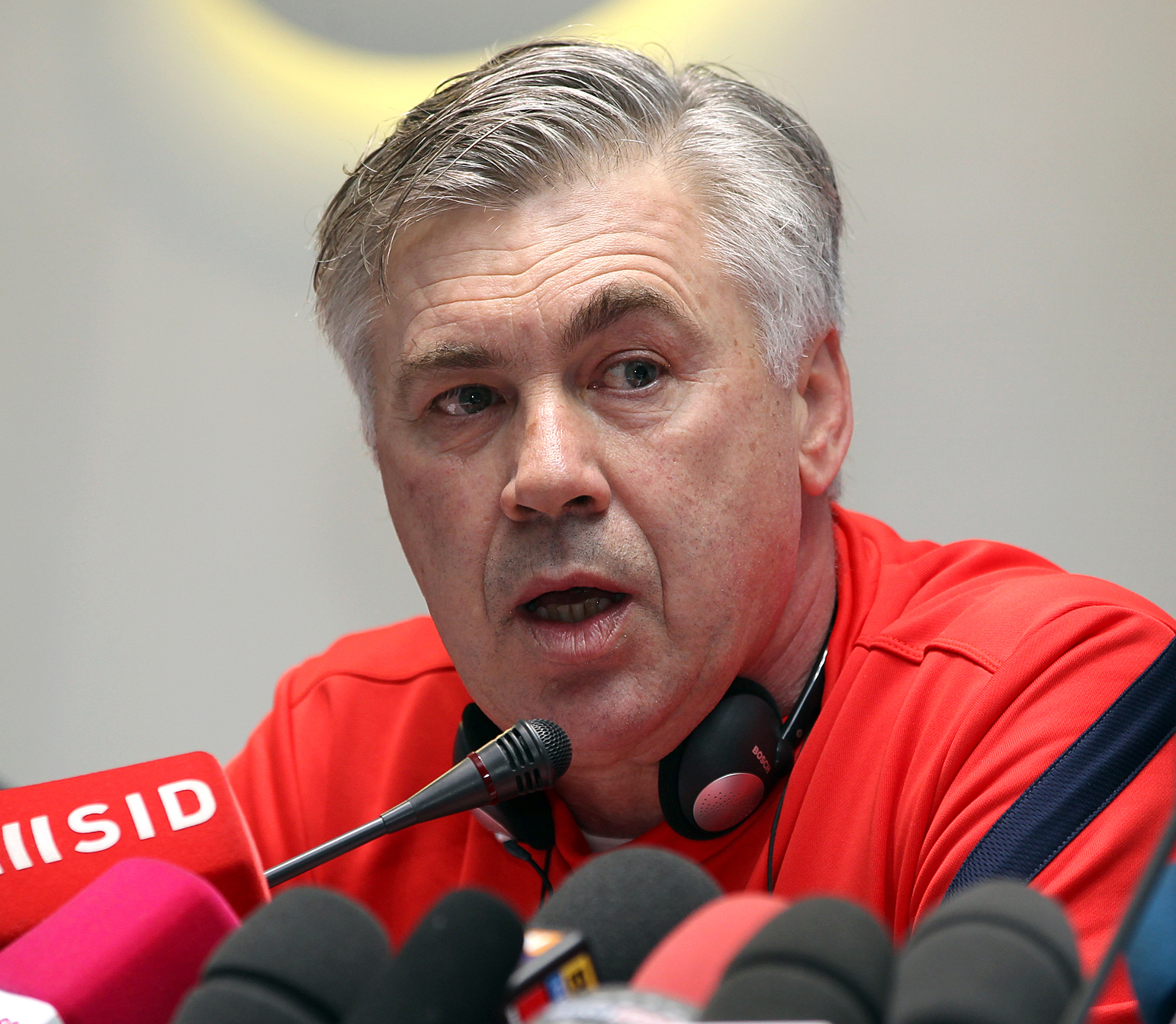
在領隊安察洛堤的調教下，皇家馬德里不論在攻防或是攻守轉換也變得更有效率。這使得球隊在繼2002年後再度進入歐冠決賽。

皇家馬德里是歐洲的傳統勁旅，他們過去曾12次打進歐洲冠軍聯賽決賽，並9次奪得錦標，但上一次已經是2002年的事。當時，皇馬以2-1戰勝德甲的利華古遜。此後，皇馬連續6年於16強出局，因而被傳媒戲稱為「歐冠十六郎」。這情況直至葡萄牙領隊摩連奴的來到才得以改善，他把球隊就攻守兩端加以改革，令皇馬沖破多年無法打進8強的關口。雖然如此，在這三季的賽事中，皇馬均在半決賽被淘汰。同時，摩連奴與球員之間產生矛盾，皇馬在2013年球季末解聘這名葡萄牙領隊，並由意大利人安察洛堤取而代之。
安察洛堤加盟後在摩連奴遺下的人員基礎下加以改良，將固有戰術作大幅度調整，放棄雙防中的保守打法，出售典形4231陣式中，攻強守弱的進攻中場主力奧斯爾，改以攻守俱能的莫迪歷與沙比·阿朗素撘檔中路，連接攻守兩端；以迪馬利亞和新加盟的巴利分居兩翼，使C朗拿度更加自由，形成一種介乎433與442的混合打法，使得攻守更為靈活，也更為強勁，攻守轉換也更有效率。在本屆賽事中，皇馬於分組賽取得6戰5勝1平及20個入球的成績以小組首名出線。隨後，他們在16強以總比分9-2大勝德國的史浩克04﹔8強則以3-2險勝在上屆擊敗他們的多蒙特，再在半決賽以5-0力克宿敵拜仁慕尼黑，時隔12年再度躋身決賽。另一方面，在這12場的賽事中，皇馬取得37個入球，場均進球超過3個，冠絕所有參賽球隊。球隊的前鋒C朗拿度則包辦其中的16個進球，暫列射手榜榜首外，更創造單季歐冠賽事的最高個人入球記錄。因此，皇馬希望借這次決賽贏得球隊史上第10個的歐洲冠軍聯賽冠軍。這場決賽也是皇家馬德里在歐冠第200場比賽。

### 馬德里體育會﹕歐洲新貴

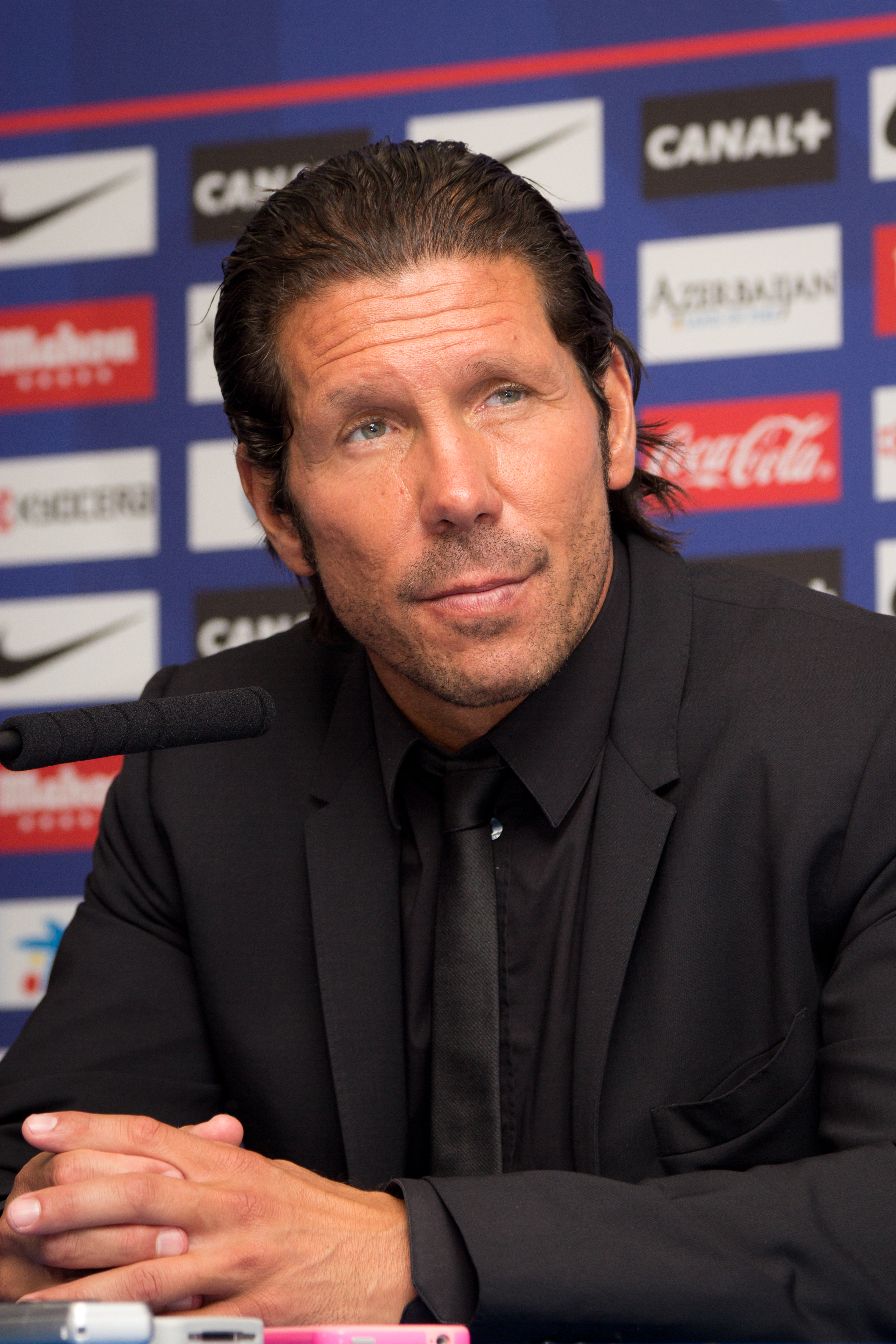
迪亞高·施蒙尼追求調跑動、壓迫和鏟斷的打法令馬德里體育會躋身為歐洲的新豪門。

這是馬德里體育會第10次參與歐洲的頂級賽事，也是自1992年「歐洲冠軍球會盃」易名為「歐洲聯賽冠軍盃」後第4次參賽。在此前的3個球季中（1996–97、2008–09和2009–10），他們分別在8強、16強和分組賽被淘汰。2011年，迪亞高·施蒙尼接手馬體會，他首先引進魯爾加西亞和大衛·韋拿，以及基比和古圖爾斯，加上強調跑動、壓迫和鏟斷的戰略，令球隊取得不少的進步。在施蒙尼3年來的執教之下，馬體會先後贏得歐霸盃、歐洲超級盃和西班牙國王盃各一次，又於2013至14年的球季中力壓兩大強敵皇家馬德里和巴塞隆拿9年間對西甲的壟斷，問鼎聯賽冠軍。馬體會接連奪得不同錦標，使得球隊被歐洲列強和媒體重新審視，被稱作為新的勢力。
在這屆歐冠賽事中，馬德里體育會在分組賽同樣以6戰5勝1平的成績名列第一出線。之後，他們在16強以5-1輕取意甲豪門AC米蘭﹔來到8強，則以2-1挫下巴塞隆拿，在半決賽，他們憑著次回合作客英超強隊車路士的3個入球反勝3-1，在40年後第一次打進歐洲頂級盃賽的決賽。同時，馬體會重視鏟斷的策略令他們成為截至決賽前防守最出色的球隊，在12場的歐冠賽事中，他們僅被對手攻進6球。馬德里體育會如果成功奪冠不單是球會首個歐冠錦標，也是繼阿積士、拜仁慕尼黑、祖雲達斯及車路士後第五支贏遍歐洲三大盃賽的球隊。

### 對賽記錄
皇家馬德里和馬德里體育會均是位於西班牙首都馬德里的兩大球會，而兩支球隊的對碰被稱之為「馬德里德比」。直至這場決賽前，兩隊在聯賽、西班牙國王盃和歐冠對決過197次，其中包括154場聯賽、40場國王盃以及3場歐冠賽事。皇馬以100勝46平48負佔優。但隨著马德里竞技的興起，「馬德里德比」沒有過去般這麼一面倒。在2013年西班牙國王盃決賽，馬體會就以2-1反勝奪標。
在隨後的一季中，兩隊先後4次交戰，當中兩場是聯賽，另外兩場為國王盃半決賽。在首輪的聯賽中，皇馬在主場以0-1不敵馬體會，在次輪，皇馬和對手賽和2-2。國王盃方面，皇馬則在首回合以3-0大勝，隨後又以2-0取勝。

## 晉級過程
| 排名 | 隊伍       | 賽 | 分 |
| ---- | ---------- | -- | -- |
| 1    | 皇家馬德里 | 6  | 16 |
| 2    | 加拉塔沙雷 | 6  | 7  |
| 3    | 祖雲達斯   | 6  | 6  |
| 4    | 哥本哈根   | 6  | 4  |

| 排名 | 隊伍         | 賽 | 分 |
| ---- | ------------ | -- | -- |
| 1    | 馬德里體育會 | 6  | 16 |
| 2    | 辛尼特       | 6  | 6  |
| 3    | 波圖         | 6  | 5  |
| 4    | 奧地利維也納 | 6  | 5  |

## 比賽過程

### 賽前形勢

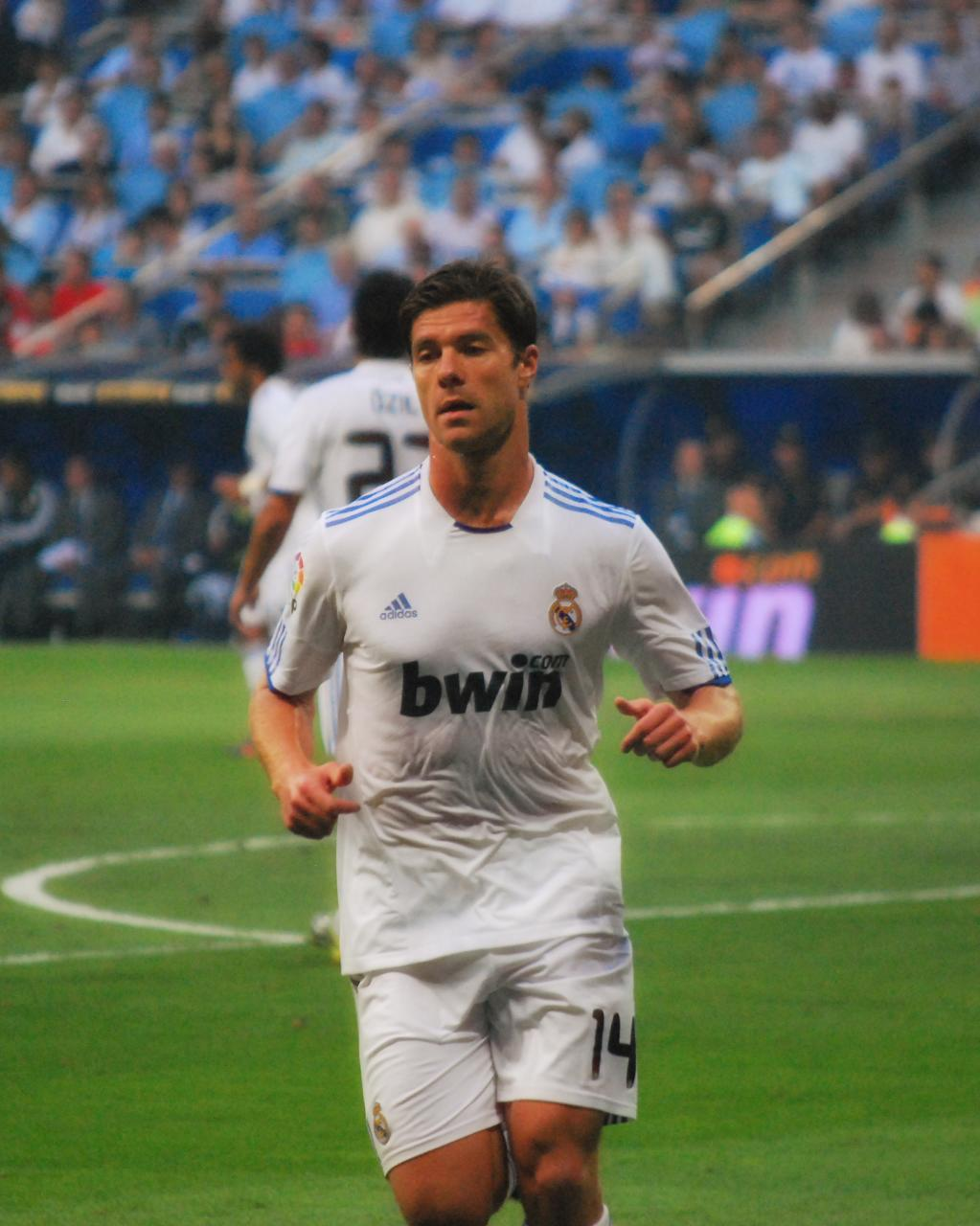
皇馬防守中場沙比阿朗素因累積黃牌而停賽，領隊安察洛堤因此派出基迪拉替代其位置。

雙方均有主力球員未能上陣。皇家馬德里方面，後衛比比因傷而無法出場，其位置會由法國少將華拉尼取替﹔防守中場沙比阿朗素則因累積黃牌而停賽。馬德里體育會前鋒迪亞高·哥斯達和艾達·杜蘭均在早前進行的聯賽中受傷，很有可能來不及出戰。此外，為紀念於本年2月去世的前主帥阿拉干尼斯，馬體會的球員會穿上衣領印有其名字的主場球衣，這請求已得到歐洲足球協會會長柏天尼的許可。
在陣容方面，皇家馬德里排出慣用的4-3-3陣式。門將為西班牙國家隊隊長卡斯拿斯，後防由左到右分別為干查奧、華拉尼、沙治奧·拉莫斯和本季來投的卡華積，中場則由迪馬利亞、基迪拉和莫迪歷組成。3名前鋒分別為C朗拿度、賓施馬和加雷斯·贝尔。馬德里體育會也排出他們常用的4-4-2陣式，兩名前鋒是大衛·韋拿和及時復出的迪亞高·哥斯達，中場線從左到右為高基、泰亞高、基比和魯爾·加西亞，菲臘比·路爾斯、迪亞高·高甸、米蘭達和桑法蘭擔任後衛，由車路士借來的古圖爾斯負責把守最後一關。

### 上半場
整個上半場由馬體會重重壓制控制著局面。在開賽7分鐘，皇馬前鋒因侵犯對方球員菲臘比·路易斯而被判罰球。高比在禁區右側把球傳至禁區中央位置，華拉尼把球頂出解圍，迪亞高·哥斯達試圖搶點補射，但未能製造攻門。兩分鐘後，迪亞高·哥斯達則因腿傷未而被換出，由阿祖安入替。13分鐘，魯爾·加西亞傳球予剛剛登場的阿祖安，後者離門30碼遠射，皮球高出門楣。26分鐘，皇馬在本方得球後進行反攻，迪馬利亞持球奔走60米後被魯爾·加西亞踢倒，球證向後者發出本場比賽的首張黃牌，又向隨後與馬德會球員衝撞的沙治奧·拉莫斯發黃牌。之後，C朗拿度主射罰球，但攻門力度欠奉，球被古圖爾斯沒收。
31分鐘，魯爾·加西亞在皇馬禁區前施展遠射，皮球打中對方防守球員後偏出。1分鐘後，皇馬憑馬體會球員傳球出錯，進行反擊，巴利在斷球後直入對方禁區左腳攻門，皮球稍稍打偏。36分鐘，馬體會取得角球，對手門將卡斯拿斯出迎犯錯，後衛高甸輕鬆頂入成1-0。41分鐘，馬德會再次開出角球，阿祖安近門頂出，未能把分比擴大。補時1分鐘，基迪拉阻擋大衛·韋拿進攻，取得皇馬在這場比賽的第2張黃牌。不久後，球證嗚笛完上半場，馬體會暫時以1-0領先。

### 下半場

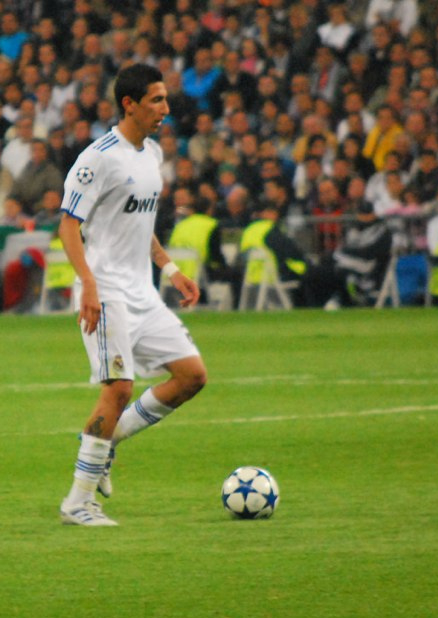
皇馬中場迪馬利亞在下半場後成為球隊的攻擊核心人物，從而提高皇馬的攻擊能力。賽後，他被歐洲足球協會評為本場比賽的最佳球員。

下半場展開，雙方均沒有作出人員調整。50分鐘，馬德會取得首個的攻勢﹕高基從左路傳中，魯爾·加西亞凌空抽射打高。3分鐘後，皇馬的迪馬利亞在前場過人時被對方摔倒，球證向米蘭達出示黃牌，C朗拿度主射的罰球被古圖爾斯撲出。59分鐘，皇馬主帥安察洛堤一舉換入馬些路及伊斯高，替代基迪拉及干查奧，以提高球隊的攻擊力。
62分鐘，沙治奧·拉莫斯在左方傳出高球，C朗拿度的頭鎚攻門高出門楣。65分鐘，馬德里進行反擊下取得角球，米蘭特接應高基的傳球頭鎚攻門，被皇馬後衛擋出邊線。此後馬體會的魯爾·加西亞退下火線，入替者為同樣擔當中場的荷西·蘇沙。72分鐘，大衛·韋拿在接到邊線的傳中後滑鏟攻門，卻踢中對方門將卡斯拿斯而收到球證發出的黃牌。1分鐘後，C朗拿度向左傳球，巴利接應後射門，再度未能攻破大門。78分鐘，巴利再次取得機會，他在半場接應卡華積的直傳後奔跑到禁區右方射門，但還是打偏。之後，安察洛堤作出最後一次的人員調動，前鋒賓施馬被調離場，取而代之的是莫拉達。
82分鐘，馬體會的艾達韋列特亦被換下。84分鐘，迪馬利亞左方快傳，C朗拿度在得球後二傳於馬些路，後者射門被馬體會球員欄截。90分鐘，馬體會在對方禁區前取得罰球，荷西·蘇沙選擇直接攻門，皮球被卡斯拿斯緊接。法定時間終結，進入傷停補時，場邊打出5分鐘的燈號。補時第3分鐘，皇馬前場迫得角球，莫德里奇開出的外彎球低空平飛至十二碼點，擺脫盯防的沙治奧·拉莫斯搖頂遠柱，皮球直飛入網，皇馬在落後近一小時後終扳平比分。之後的兩分鐘，雙方沒有具威脅的攻勢，球證示意完場，賽事進入加時。

### 加時賽
賽事進入加時賽後，馬體會球員的體力開始下滑，皇馬則採取主攻。97分鐘，伊斯高傳球給C朗拿度，後者的射門偏出。3分鐘後，C朗拿度在禁區前左側的罰球打中人牆。加時上半賽補時1分鐘，華拉尼接應角球頭鎚攻門高出。隨後，球證嗚笛完加時上半賽，戰果仍舊是1-1平手。加時下半場隨即展開，110分鐘，迪馬利亞中場左路拿球，在邊路發動突襲，至禁區邊窄角度大力抽射，球被門將高圖爾斯擋高，向遠柱飛去。此時，伏兵門前的巴利起迎球，把皮球頂進，皇馬反超前2-1。兩分鐘後，大衛·韋拿攻至皇馬禁區時跌倒，但球證沒有給予十二碼。113分鐘，為馬體會取得入球的迪亞高·高甸在對手禁區內以頭傳球於泰亞高，卡斯拿斯出迎撲空，泰亞高卻把球打高。117分鐘，馬些路帶球後上，至禁區邊勁射，皮球打中高圖爾斯身上入網，把比分鎖定到3-1。120分鐘，C朗拿度直奔至禁區，基比將其絆倒，球證直指十二碼點。十二碼球由C朗拿度主罰得手，分比領先至4-1。隨後，球證鳴笛完場，皇家馬德里最終以4-1擊敗馬德里體育會贏得冠軍。

## 戰術運用
皇家馬德里在上半場以貝爾作為攻擊線的核心人物，安察洛堤原先打算以貝爾快速的走動撕破馬德里體育會堅固的防線，並通過貝爾為C朗拿度和賓施馬提供射門機會。中場線方面，考慮到沙比·阿朗素的缺陣，安察洛堤派出基迪拉為攻守轉換的人物。對面皇馬強勁的攻擊能力，施蒙尼在佈防上首先通過中場和後衛聯手擠壓皇馬的球員，以及在前場丟球後立即展開多人反搶的方式，從而切斷皇馬的中場和前鋒的連繫，也削弱了皇馬的攻擊力。在進攻方面，施蒙尼採用搶球成功後隨即以長傳反攻的戰略。施蒙尼佈置的戰術達到預期效果，他們所取得的入球正是在反搶成功後進行反攻，從而拿到角球，並由高甸破門得分。另一方面，他們也大大的限制了皇馬進攻的機會，巴利在上半場的觸球次數只有17次，而賓施馬在對方禁區更僅有1次的觸球機會。
在下半場，安察洛堤意識到問題所在，於是把基迪拉和干查奧換下，並派伊斯高及馬些路上場。同時，中場的攻守轉換人物改由莫迪歷擔任，攻擊線的核心人物則轉到迪馬利亞身上。安察洛堤希望通過上述的改變以加強邊路的攻擊能力，以及加重馬體會左右防守球員的負擔，以求盡快追和比分。馬體會方面，他們的戰術變得更為保守，不時有多達9名的球員屯積於後場，以達到限制皇馬進攻及把領先優勢施延到完場的功效。可是，隨著皇馬在邊路的攻擊力加強，馬體會在防守能力沒有上半場這麼有效。戰至93分鐘，沙治奧·拉莫斯打進扳平比分的角球，正是由迪馬利亞在邊路發動的進攻所致。隨後進入加時賽，馬體會球員體力透支，令皇馬多次成功從邊路特破，他們所取得的3個入球也是從邊線發動。分析指，這也是皇馬最終勝出的原因。

## 比賽數據
| 2014年5月24日 19:45 WEST（UTC+1） |

| 皇家馬德里                                                                    | 4–1 （加時賽） | 馬德里體育會    |
| ----------------------------------------------------------------------------- | -------------- | --------------- |
| - 沙治奧·拉莫斯 90+3' - 格瑞斯·貝爾 110' - 马塞洛 118' - 基斯坦奴·朗拿度 120' | 報告           | - 迭戈·戈丁 36' |

| 里斯本，盧斯球場 觀眾人數：60,976 ：波恩·库伊佩尔斯（荷兰） |

| 皇家馬德里 | 馬德里體育會 |

| 門將   | 1  | (c)      |        |     |
| 後衞   | 15 | 西班牙   |        |     |
| 後衞   | 4  | 西班牙   | 27'    |     |
| 後衞   | 2  | 華拉尼   | 120+2' |     |
| 後衞   | 5  | 葡萄牙   |        | 59' |
| 中場   | 19 | 克罗地亚 |        |     |
| 中場   | 6  | 德国     | 45+1'  | 59' |
| 中場   | 22 | 阿根廷   |        |     |
| 翼鋒   | 11 | 威尔士   |        |     |
| 前鋒   | 9  | 法國     |        | 79' |
| 翼鋒   | 7  | 葡萄牙   | 120'   |     |
| 後備:  |    |          |        |     |
| 門將   | 25 | 西班牙   |        |     |
| 後衞   | 3  | 葡萄牙   |        |     |
| 後衞   | 12 | 巴西     | 118'   | 59' |
| 後衞   | 17 | 西班牙   |        |     |
| 中場   | 23 | 西班牙   |        | 59' |
| 中場   | 24 | 西班牙   |        |     |
| 前鋒   | 21 | 西班牙   |        | 79' |
| 教練:  |    |          |        |     |
| 義大利 |    |          |        |     |

| 門將          | 13            | 古圖爾斯        |               |      |
| 後衞          | 20            | 胡安弗兰        | 74'           |      |
| 後衞          | 23            | 米蘭達          | 53'           |      |
| 後衞          | 2             | 乌拉圭          | 119'          |      |
| 後衞          | 3             | 费利佩          |               | 83'  |
| 中場          | 8             | 魯爾·加西亞     | 27'           | 66'  |
| 中場          | 5             | 葡萄牙          |               |      |
| 中場          | 14            | 基比 (c)        | 100'          |      |
| 中場          | 6             | 西班牙          | 86'           |      |
| 前鋒          | 19            | 迭戈·科斯塔     |               | 9'   |
| 前鋒          | 9             | 大卫·比利亚     | 73'           |      |
| 後備:         |               |                 |               |      |
| 門將          | 1             | 西班牙          |               |      |
| 後衞          | 12            | 艾達韋列特      |               | 83'  |
| 中場          | 4             | 西班牙          |               |      |
| 中場          | 11            | 基斯甸·洛迪古斯 |               |      |
| 中場          | 24            | 阿根廷          |               | 66'  |
| 中場          | 26            | 巴西            |               |      |
| 前鋒          | 7             | 阿德里安        |               | 9'   |
| 教練:         |               |                 |               |      |
| 迪亞哥·西蒙尼 | 迪亞哥·西蒙尼 | 迪亞哥·西蒙尼   | 迪亞哥·西蒙尼 | 120' |

| \| 歐洲足協最佳球員： - （皇家馬德里）[1] 球迷評選最佳球員： - （皇家馬德里）[2] \| 助理裁判：[20] 桑德爾·范·羅伊科爾（Sander van Roekel） 辛斯特拿（Erwin Zeinstra） 第四裁判：[20] 喬歷·卡基亞（Cuneyt Cakir） 底線裁判：[20] 波爾·范·博克（Pol van Boekel） 理查德·利斯費爾德（Richard Liesveld） \| 比賽規則[51] - 90分鐘正規賽 - 如有需要將舉行30分鐘加時賽 - 如過仍平手，將開始互射十二碼 - 每邊7名替補球員 - 每邊可換3名替補球員上場 \| | | |
| 歐洲足協最佳球員： - （皇家馬德里） 球迷評選最佳球員： - （皇家馬德里） | 助理裁判： 桑德爾·范·羅伊科爾（Sander van Roekel） 辛斯特拿（Erwin Zeinstra） 第四裁判： 喬歷·卡基亞（Cuneyt Cakir） 底線裁判： 波爾·范·博克（Pol van Boekel） 理查德·利斯費爾德（Richard Liesveld） | 比賽規則 - 90分鐘正規賽 - 如有需要將舉行30分鐘加時賽 - 如過仍平手，將開始互射十二碼 - 每邊7名替補球員 - 每邊可換3名替補球員上場 |

### 技術統計
|          | 皇馬 | 馬體會 |
| -------- | ---- | ------ |
| 入球     | 0    | 1      |
| 射門次數 | 3    | 4      |
| 命中次數 | 2    | 2      |
| 撲救     | 0    | 2      |
| 控球率   | 57%  | 43%    |
| 角球     | 2    | 3      |
| 犯規     | 8    | 10     |
| 越位     | 0    | 2      |
| 黃牌     | 2    | 1      |
| 紅牌     | 0    | 0      |

|          | 皇馬 | 馬體會 |
| -------- | ---- | ------ |
| 入球     | 1    | 0      |
| 射門次數 | 10   | 3      |
| 命中次數 | 3    | 2      |
| 撲救     | 1    | 1      |
| 控球率   | 61%  | 39%    |
| 角球     | 5    | 5      |
| 犯規     | 6    | 11     |
| 越位     | 0    | 2      |
| 黃牌     | 0    | 4      |
| 紅牌     | 0    | 0      |

|          | 皇馬 | 馬體會 |
| -------- | ---- | ------ |
| 入球     | 3    | 0      |
| 射門次數 | 8    | 3      |
| 命中次數 | 7    | 2      |
| 撲救     | 2    | 3      |
| 控球率   | 65%  | 35%    |
| 角球     | 2    | 1      |
| 犯規     | 5    | 6      |
| 越位     | 0    | 0      |
| 黃牌     | 3    | 2      |
| 紅牌     | 0    | 0      |

|          | 皇馬 | 馬體會 |
| -------- | ---- | ------ |
| 入球     | 4    | 1      |
| 射門次數 | 21   | 10     |
| 命中次數 | 12   | 6      |
| 撲救     | 3    | 6      |
| 控球率   | 60%  | 40%    |
| 角球     | 9    | 9      |
| 犯規次數 | 19   | 27     |
| 越位     | 0    | 4      |
| 黃牌     | 5    | 7      |
| 紅牌     | 0    | 0      |

## 頒獎儀式
本場比賽結束後隨即在看台中央舉行頒獎儀式。頒獎嘉賓由國際足協主席白禮達、歐洲足球協會會長柏天尼、秘書長因凡蒂諾、西班牙國王胡安·卡洛斯一世和里斯本市長安東尼奧·哥斯達組成。他們先向為本場決賽執法的球證頒發紀念獎牌。隨後頒發銀牌於亞軍得主馬德里體育會，球隊的領隊西蒙尼在收到獎牌後拒絕把其排在脖子上，而選擇直接攥在手里。之後，皇家馬德里球員隨領隊安察洛堤走到看台，隊長卡斯拿斯從柏天尼手中接過大耳盃和金牌後返回球場接受馬體會球員和觀眾的祝賀，並接受傳媒的訪問。同時，球場還播出了皇馬的球歌《前進馬德里》（Hala Madrid）。

## 電視轉播
2014年歐洲聯賽冠軍盃決賽的電視信號由葡萄牙的體育電視頻道提供。據歐洲足球協會統計，全球共有超過200個國家及地區以標清、高清或3D的形式轉播了這場比賽，並有3.8億的人觀看這球賽。這數目超越了上屆決賽的3.6億，創造收視新高。在西班牙，這場決賽分別由免費電視台西班牙電視台和TV3，以及收費電視台Canal+直播。比賽結束後，西班牙全國錄得1.2億人的觀看紀錄，收視率為61.8%，打破了2012年歐洲國家盃決賽時的收視紀錄。儘管如此，這還不是西班牙最高收視的體育比賽，在2011年5月3日巴塞隆拿對皇家馬德里的歐冠半決賽次回合共吸引了1.4億觀看，收視率是66.9%。

## 賽後評論

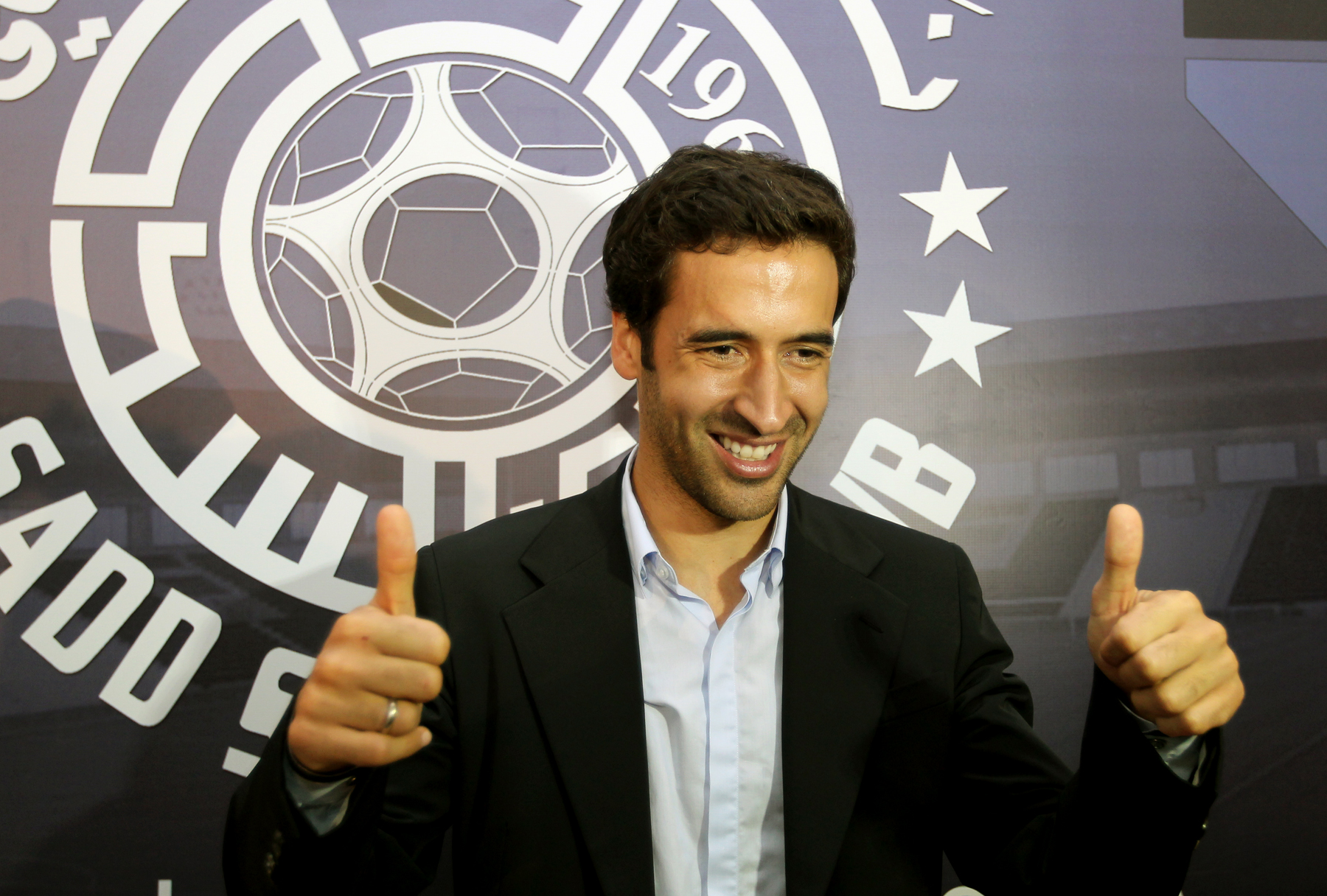
魯爾曾為皇家馬德里效力多年，但對於馬德里體育會於這場決賽的表現，他表示欽佩。

馬德里體育會在完場前一刻被追和，然後在加時賽連失3球，無法問鼎冠軍，不少傳媒也表示同情。西班牙的《馬卡報》以「殘忍」來形容這支屈居亞軍的球隊，《世界體育報》表揚馬體會出色的表現，並稱他們「值得脱帽致敬」。前皇家馬德里球員勞爾也稱馬體會令人尊敬，是「真正的冠軍候選人」。不過，也有媒體批評施蒙尼派有傷在身的迪亞高·哥斯達上陣是個錯誤的決定，他們認為這決定變相令馬體會失去了一個換人名額，以致球隊在加時賽無法把疲憊的球員換走，最終造成大敗。對於部份傳媒的批評，施蒙尼表示接受，並認為負責在己。雖然如此，他對球隊功虧一簣並不覺傷心，又呼籲球員重新振作，在來季捲土重來。
作為勝利者，領隊安察洛堤大讚球隊的表現，他指比賽過程「非常艱難，受盡折磨」，但球隊還是配得上這個獎盃。對於沙治奧·拉莫斯挽回比分的一球，安察洛堤相信這是「信念的勝利」，並指當打進這球後，「一切就順利得多了」。同時，西班牙的傳媒紛紛祝賀皇馬贏得球隊歷史上第10個冠軍。《阿斯報》認為「堅定不移的信念」使皇馬成為最後的勝利者，《馬卡報》則形容這是「史詩的勝利」。其它國家的報章也把評論的焦點放在皇馬身上。法國的《隊報》直指皇馬獲勝是「一個奇蹟」，德國的《圖片報》描述皇馬由落後到反勝，充滿戲劇性，使的比賽變得精彩。在意大利，媒體盛讚安察洛堤的表現，《米蘭體育報》就指他安定軍心的指揮是皇馬獲勝的關鍵。雖然皇馬後來居上得到眾多的好評，但個別球員的表現還是惹來一些的批評，比如前德國隊門將就直言卡斯拿斯的那個失誤是「災難級」的，並認為他根本沒有出迎的必要。

## 紀錄

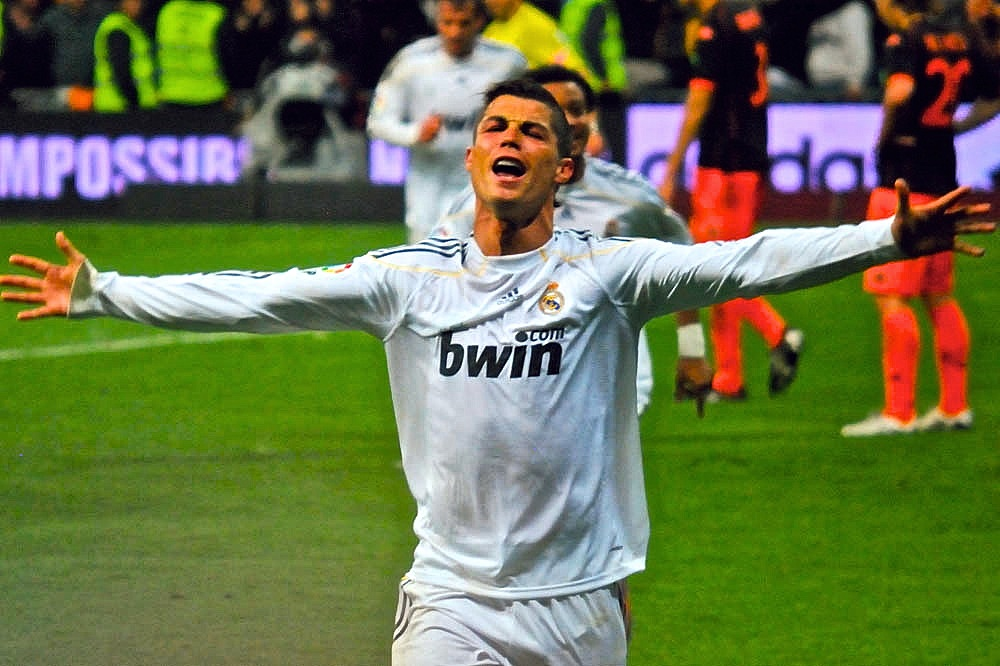
在本場比賽再取得一個入球後，皇馬射手C朗拿度於這季歐冠共取得17個入球，打破了歐冠單季最多入球的紀錄。

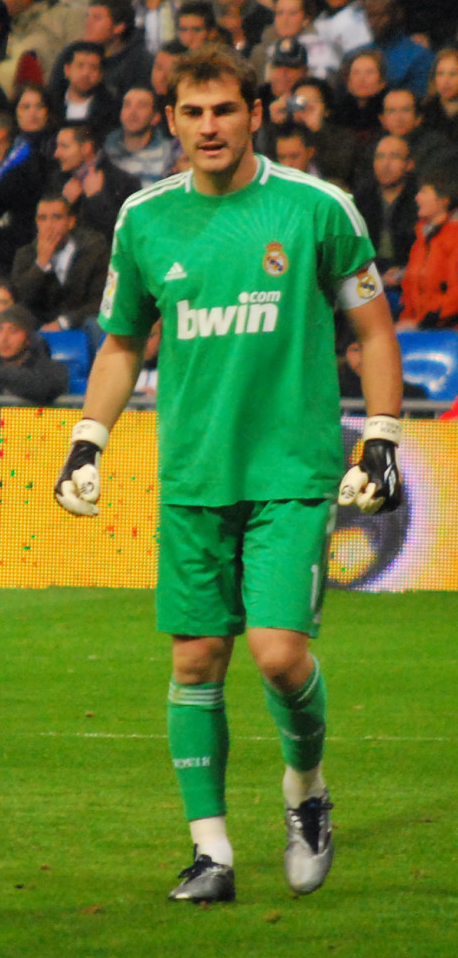
卡斯拿斯是歷史上第三位以隊長身份先後贏得世界盃、歐洲國家盃和歐冠冠軍的球員。

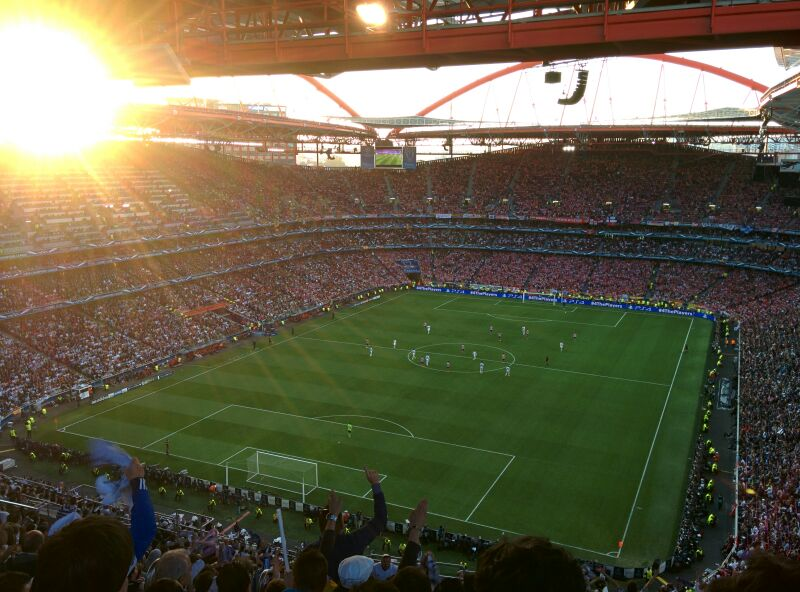
賽事於當地時間七時四十五分開始。

這場決賽刷新了不少的紀錄。首先，這是歐冠決賽史上首次上演同城德比，也是歐冠歷史上第5次由同一國家的球隊在決賽相遇。之前4場「同國內戰」分別為2000年皇馬對華倫西亞、2003年AC米蘭對祖雲達斯、2008年曼聯對車路士以及拜仁慕尼黑對多蒙特。其次，這還是第二次由兩隊西班牙球隊包辦決賽籍位。
另一方面，一些紀錄在皇馬於加時賽中以4-1獲勝而被打破。比如這場比賽是自1992年歐冠改制後第7次決賽需要進入加時階段，以及首次在加時賽，無須進行互射十二碼就能決定勝負的比賽。再者，這場比賽共產生了5個入球，是繼1992年歐冠改制後進球數目第二多的賽事。在2005年的那一屆，AC米蘭和利物浦在法定時間賽和3-3平手。此外，皇馬於加時階段連進三球，令這場比賽成為自1992年歐冠改制以後比數第二懸殊的決賽，僅次1994年時AC米蘭大勝巴塞隆拿4-0。皇馬又在本場賽事中攻入4球，使得他們於這季歐冠的入球數目改寫為41球，13場比賽平均每場取得3.15個入球，是歐冠有史以來最高的。
還有，皇馬第10次於歐冠封王，這除了使球隊繼續保持贏得最多次冠軍的領先優勢外，也是第一支把奪冠次數提升到雙位數的球隊。而他們將會以衛冕冠軍身份參加來屆歐冠，这场比赛也是改制后皇马的第200场比赛，追平曼聯的紀錄。在新赛季曼联无法参加欧冠的情况下， 从下赛季第一场比赛开始，皇马将独享这一个记录。。另外，由於同樣來自西班牙的西維爾在兩星期前舉行的歐霸盃決賽擊敗葡萄牙的賓菲加，而歐冠冠軍落在皇馬手中，這造就了第9次由同一國包攬歐冠和歐霸盃（包括歐洲足協盃）的冠軍。
個人紀錄方面，C朗拿度在本場比賽取得1個入球，令他於本季歐冠賽事的入球數目增添至17球，打破了美斯之前創下14球的單季最多入球的紀錄。同時，C朗拿度又以68個歐冠總入球，超越了美斯，成為歐冠總入球數目第二多的球員。除此以外，他也是唯一一位效力在前屬和現役球隊時均在決賽中進球的球員。在2008年的決賽中，當時還是曼聯球員的C朗拿度替球隊取得領先。隊友巴利在加時下半場進球，成為自1992年歐冠改制後第一位在加時階段入球的球員。卡斯拿斯則成為繼德國的和法國的後第三位以隊長身份奪得世界盃、歐洲國家盃和歐冠錦標的人。球隊的主帥安察洛堤成為不單是繼卜·皮士利後第二位三度捧起歐洲冠軍的領隊，佩斯利執教利物浦時曾在1977年、1978年及1981年奪冠，他也是第一位意大利領隊帶領不同球隊奪得歐冠以及第一位意大利人先後以球員和主帥身份奪得歐冠冠軍。
馬德里體育會兩度晉級歐冠決賽，但兩次均在加時賽才被對手進球，1973-74年歐冠盃決賽，馬體會的對手是拜仁慕尼。雙方在90分鐘內仍以0-0言和，加時階段馬體會由阿拉干尼斯先開紀錄，直到比賽至120分鐘，德國球員舒華真碧勁射追和1-1，比賽需要擇日重賽。重賽當天，馬德里體育會以0-4大敗拜仁慕尼黑。同時，在近10屆歐冠賽事中，能夠淘汰巴塞隆拿的球隊最終也能奪標，但在這一場決賽中，曾擊敗巴塞隆拿的馬體會最後失利而回，「淘汰巴塞者奪冠」的定律也告終。此外，迪亞高·哥斯達在開場僅9分鐘就因傷而被換下也創造了歐冠29年來最早的換人紀錄。

## 後續
皇家馬德里在贏得冠軍當晚隨即從里斯本來到馬德里舉行勝利巡遊，並吸引了數萬名球迷圍觀。球員從馬德里機場登上一輛不設頂棚的雙層巴士，沿途展示歐冠獎盃，並終來到市中心的豐收女神廣場與支持者會見。翌日晚上，皇馬舉行慶典，球員先在馬德里市政府和馬德里大區政府總部向球迷展示盃獎，隨後抵達主場巴拿貝球場舉行慶祝活動，8萬名支持者入場觀看。此外，為紀念贏得第10個歐冠冠軍，皇馬創作一首名為《前進馬德里！僅此而已！》的歌曲，並由一眾球員主唱。
幾天後，歐洲足球協會公佈本季歐冠的最佳陣容名單。結果，兩隊參與決賽的球隊佔近三分二的席位。馬德里體育會的5名球員包括門將高圖爾斯、後衛桑法蘭、菲臘比·路易斯、中場魯爾·加西亞以及前鋒迪亞高·哥斯達﹔皇馬則有沙治奧·拉莫斯、巴利及C朗拿度。同時，皇馬在奪冠後取得39.6分，以總積分161.542力壓巴塞隆拿，晉佔歐洲足協積分排名榜首，而亞軍的馬體會也因一舉取得37.600分而躍升到第7位。
此後，歐洲足球協會紀律委員會針對球賽中個別球員、領隊和球迷的不當行為作出指控。紀律委員會指，在賽行進行至120分鐘，C朗拿度攻入十二碼球後，華拉尼把球踢到馬體會後備席。施蒙尼因而惹怒，衝入球場與球證和華拉尼激烈爭論，最後球證遂把施蒙尼逐出球場。歐洲足協認為，施蒙尼在比賽未結束時「離開教練席」，行為有問題，將於7月17日作出處罰。皇馬方面，則有停賽的沙比阿朗素在110分鐘見到隊友巴利為皇馬頂入反超前一球後從觀眾席跳下，並跑入球場與隊友慶祝。歐洲足協指沙比阿朗素當時的身分與球迷無異，將以一般的違規行為作出處分。另外，球證在本場比賽共向皇馬發出5張黃牌，馬體會更多達7張，據歐洲足協規定，但凡一支球隊在歐洲賽收到5張黃牌或以上，均屬不當行為，因此兩隊也需被追罰。另外，球迷在場內放煙火，也是歐洲足協不容許的。為此，歐洲足協在同年7月公佈罰則﹕沙比阿朗素和施蒙尼會被停賽一場。換言之，前者將無法在8月12日進行的歐洲超級盃上陣。同時，皇馬和馬體會也各自被罰款18,000和20,000歐元。
作為歐洲聯賽冠軍盃冠軍，皇馬會參與在8月12日舉行的2014年歐洲超級盃，以及在12月進行的2014年世界冠軍球會盃。此外，根據歐洲足協規定，皇馬贏得第10個冠軍後，他們可保存一個刻有球隊名稱的複製版獎盃。